# روت لویوریک
روت لویوریک (انگلیسی: Ruth Leuwerik؛ ۲۳ آوریل ۱۹۲۴ – ۱۲ ژانویهٔ ۲۰۱۶) یک هنرپیشه اهل آلمان بود.
از فیلم‌ها یا برنامه‌های تلویزیونی که وی در آنها نقش داشته‌است می‌توان به شب بخیر مامان اشاره کرد.